# Guy Kerner
Guy Kerner est un acteur et metteur en scène français, né le 28 janvier 1922 à Levallois-Perret (Seine) et mort le 5 avril 1984 à Rambouillet (Yvelines).

## Biographie
Il est inhumé au cimetière de Condé-sur-Vesgre (Yvelines).

## Filmographie

### Cinéma
- 1952 : La Vie de Sainte-Thérèse de Lisieux d'André Haguet : l'appariteur
- 1954 : La Reine Margot de Jean Dréville : le duc Henri de Guise
- 1955 : Les Salauds vont en enfer de Robert Hossein : l'artiste peintre, amant d'Éva
- 1958 : Thérèse Étienne de Denys de La Patellière : le juge
- 1962 : Le Gorille a mordu l'archevêque de Maurice Labro
- 1964 : Coplan prend des risques de Maurice Labro : Rochon
- 1970 : Dernier Domicile connu de José Giovanni (du roman de Joseph Harrington) : le médecin
- 1973 : Le Désir et la volupté de Julien Saint-Clair
- 1979 : La Dérobade de Daniel Duval
- 1981 : Votre enfant m'intéresse de Jean-Michel Carré
- 1984 : Les Ripoux de Claude Zidi : le président

### Télévision
- 1959 : Les Cinq Dernières Minutes, épisode On a tué le mort de Claude Loursais : Paul Heyrieux, le fondé de pouvoir
- 1959 : La caméra explore le temps, épisode Le véritable Aiglon de Stellio Lorenzi : Apponyi
- 1961 : La caméra explore le temps, épisode Les Templiers de Stellio Lorenzi : Charles de Lorraine, frère du roi
- 1962 : La caméra explore le temps, épisode Le Meurtre de d'Henry Darnley ou La Double Passion de Marie Stuart de Guy Lessertisseur : Georges Douglas
- 1963 : Thierry la Fronde, épisode Les Compagnons à Paris de Robert Guez : Des Essarts
- 1964 : Rocambole, épisode L'Héritage mystérieux de Jean-Pierre Decourt : le juge
- 1964 : Les Armes de la nuit de Gilbert Pineau (du roman de Vercors) : Pierre
- 1964 : Thierry la Fronde, épisode La Bague du dauphin de Robert Guez : Des Essarts
- 1964 : Thierry la Fronde, épisode Brétigny de Robert Guez : Des Essarts
- 1965 : Merlusse de Georges Folgoas (d'après Marcel Pagnol) : le surveillant général
- 1965 : Les Cinq Dernières Minutes, épisode Bonheur à tout prix de Claude Loursais : le docteur
- 1965 : Thierry la Fronde, épisode La route de Calais de Robert Guez : Des Essarts
- 1965 : La caméra explore le temps, épisode L'Affaire Ledru de Stellio Lorenzi : De Boudy
- 1966 : Thierry la Fronde, épisode Fausse monnaie de Robert Guez : Des Essarts
- 1966 : Thierry la Fronde, épisode Jouets dangereux de Robert Guez : Des Essarts
- 1966 : Thierry la Fronde, épisode Échec au roi de Robert Guez : Des Essarts
- 1966 : Thierry la Fronde, épisode La Fourche du Diable de Robert Guez : Des Essarts
- 1966 : Thierry la Fronde, épisode Le Drame de Rouvres de Robert Guez : Des Essarts
- 1966 : Comment ne pas épouser un milliardaire de Lazare Iglésis (feuilleton adapté du roman de Luisa-Maria Linares) : le capitaine
- 1967 : Le Golem de Jean Kerchbron (téléfilm adapté du roman de Gustav Meyrink) : le greffier
- 1968 : Sérieux s'abstenir (téléfilm)
- 1968 : Une femme sans importance de Gilbert Pineau (téléfilm adapté d'Oscar Wilde) : Lord Illingworth
- 1968 : L'Idiot (du roman de Fiodor Dostoïevski), adaptation et mise en scène d'André Barsacq : Totzki
- 1969 : Le Petit monde de Marie-Plaisance d'André Pergament (série)
- 1970 : La Hobereaute (opéra parlé de Jacques Audiberti), mise en scène Georges Vitaly, en différé de l'Hôtel de Béthune-Sully dans le cadre du Festival du Marais, réalisation de captation de pièce de théâtre de Philippe Laïk : le maître Parfait
- 1971 : La Mort des capucines, téléfilm d'Agnès Delarive : Kérondic
- 1971 : Quentin Durward (du roman de Sir Walter Scott), feuilleton télévisé de Gilles Grangier : Tristan l'Hermite
- 1971 : Le Soldat et la sorcière (d'Armand Salacrou), téléfilm de Jean-Paul Carrère : l'aide de camp
- 1972 : Le Père Goriot (du roman d'Honoré de Balzac), téléfilm de Guy Jorré : M. de Restaud
- 1973 : La Porteuse de pain (du roman de Xavier de Montépin), feuilleton télévisé de Marcel Camus : le procureur
- 1973 : L'Alphoméga, feuilleton télévisé de Lazare Iglésis
- 1973 : Les Mohicans de Paris (du roman d'Alexandre Dumas), feuilleton télévisé de Gilles Grangier : Jackal
- 1973 : Un certain Richard Dorian, d'Abder Isker
- 1974 : Gil Blas de Santillane (du roman d'Alain-René Lesage), feuilleton télévisé de Jean-Roger Cadet : le comte de Lirias
- 1974 : Ardéchois cœur fidèle, feuilleton télévisé de Jean-Pierre Gallo : De Lentillac
- 1975 : Salvator et Les Mohicans de paris (du roman d'Alexandre Dumas), feuilleton télévisé de Bernard Borderie : Jackal
- 1975 : Erreurs judiciaires, série télévisée d'Alain Franck et Jean Laviron : Me Buisson
- 1976 : Le Cousin Pons (du roman d'Honoré de Balzac), téléfilm de Guy Jorré : Fritz Brunner
- 1977 : Ne le dites pas avec des roses, feuilleton télévisé de Gilles Grangier
- 1977 : Banlieue sud-est (du roman de René Fallet), feuilleton télévisé de Gilles Grangier
- 1978 : Émile Zola ou la Conscience humaine, feuilleton télévisé de Stellio Lorenzi : le procureur
- 1978 : Gaston Phébus (du roman de Gaston de Béarn), feuilleton de Bernard Borderie : Bertrand de Waast
- 1979 : Grilles closes, téléfilm de Henri Helman : l'homme
- 1978-1980 : Médecins de nuit, série télévisée 
  - 1978 : Jean-François, réalisation de Philippe Lefebvre
  - 1980 : Henri Gillot retraité, réalisation de Pierre Lary : Potat-Germain
- 1981 : Raspail ou La passion de la République, scénario de Pierre Dumayet, téléfilm : le président du tribunal de Bourges
- 1983 : Les Cinq Dernières Minutes, épisode La Chine à paris, réalisation de François Martin : M. Granier
- 1984 : Hello Einstein de Lazare Iglesis

### Au théâtre ce soir
- 1973 : Ouragan sur le Caine d'Herman Wouk, mise en scène André Villiers, réalisation Georges Folgoas, théâtre Marigny
- 1973 : Marie-Octobre de Jacques Robert, Julien Duvivier, Henri Jeanson, mise en scène André Villiers, réalisation Georges Folgoas, théâtre Marigny
- 1974 :  Les affaires sont les affaires d'Octave Mirbeau, mise en scène Jean Meyer, réalisation Georges Folgoas, théâtre Marigny
- 1975 : Quelqu'un derrière la porte de Jacques Robert, mise en scène André Villiers, réalisation Pierre Sabbagh, théâtre Édouard VII
- 1978 : Le Colonel Chabert d'après Honoré de Balzac, mise en scène Jean Meyer, réalisation Pierre Sabbagh, théâtre Marigny
- 1978 : Si tout le monde en faisait autant de John Boynton Priestley, mise en scène André Villiers, réalisation Pierre Sabbagh, théâtre Marigny
- 1980 : Ninotchka de Melchior Lengyel, adaptation Marc-Gilbert Sauvajon, mise en scène Jacques Ardouin, réalisation Pierre Sabbagh, théâtre Marigny

## Théâtre

### Comédien
- 1953 : Du plomb pour ces demoiselles de Frédéric Dard, mise en scène Georges Vitaly, théâtre du Grand-Guignol
- 1954 : L'Homme traqué de Frédéric Dard, mise en scène Robert Hossein, théâtre du Casino municipal Nice, théâtre des Noctambules
- 1955 : Sud de Julien Green, mise en scène Jean Mercure, théâtre des Célestins
- 1955 : Pour Lucrèce de Jean Giraudoux, mise en scène Jean-Louis Barrault, théâtre des Célestins
- 1955 : TTX de Cécil Saint-Laurent et Pierre de Meuse, mise en scène Alice Cocéa, théâtre des Arts
- 1956 : Thé et sympathie de Robert Anderson, mise en scène Jean Mercure, théâtre de Paris
- 1961 : Marie-Octobre de Jacques Robert, mise en scène André Villiers, théâtre en Rond
- 1963 : Le Sorcier de Christian Liger, mise en scène Marie-Claire Valène, Théâtre du Tertre
- 1965 : L'Idiot de Fiodor Dostoïevski, adaptation et mise en scène André Barsacq, théâtre de l'Atelier
- 1968 : La Dame de Chicago de Frédéric Dard, mise en scène Jacques Charon, théâtre des Ambassadeurs
- 1968 : Roméo et Juliette de William Shakespeare, mise en scène Michael Cacoyannis, TNP théâtre de Chaillot
- 1969 : La Hobereaute opéra-parlé de Jacques Audiberti, mise en scène Georges Vitaly, Hôtel de Béthune-Sully
- 1969 : L'Aiglon d'Edmond Rostand, mise en scène Jacques Sereys, théâtre du Chatelet
- 1971 : Dumas le magnifique d'Alain Decaux, mise en scène Julien Bertheau, théâtre du Palais-Royal
- 1971 : Le Dieu Kurt d'Alberto Moravia, mise en scène Pierre Franck, théâtre des Célestins, théâtre Michel
- 1973 : Les affaires sont les affaires d'Octave Mirbeau, mise en scène Jean Meyer, théâtre des Célestins
- 1974 : Les Bienfaits de la culture d'Alexis Nikolaïevitch Tolstoï, mise en scène Jean Meyer, théâtre des Célestins
- 1977 : Hamlet de William Shakespeare, mise en scène Julien Bertheau, théâtre des Célestins
- 1980 : Talleyrand à la barre de l'histoire d'André Castelot, mise en scène Paul-Émile Deiber, théâtre du Palais-Royal

### Metteur en scène
- 1980 : Catherine, un soir de novembre d'Aristide-Christian Charpentier, Théâtre des deux portes